# Goose Cove (Burin)
Pour les articles homonymes, voir Goose Cove.
Goose Cove est une petite communauté canadienne située sur la péninsule de Burin de l'île de Terre-Neuve dans la province de Terre-Neuve-et-Labrador. Elle est située sur la route 210-11 au sud de la route 210 et au nord de North Harbour.

## Annexe